# Nicolaj Thomsen
Nicolaj Thomsen (Skagen, 8 mei 1993) is een Deens profvoetballer die doorgaans als middenvelder speelt. Sinds januari 2017 staat hij onder contract bij FC Kopenhagen.

## Clubcarrière
Thomsen komt uit de jeugdacademie van Aalborg BK. Hij debuteerde in de Deense Superligaen op 4 april 2012 tegen FC Midtjylland. In zijn eerste seizoen kwam hij tot zes competitieoptredens. Tijdens het seizoen 2012/13 speelde hij 21 competitieduels.

## Interlandcarrière
Thomsen kwam uit voor meerdere Deense nationale jeugdelftallen. In 2013 debuteerde hij in Denemarken -21. Onder leiding van bondscoach Morten Olsen maakte Thomsen zijn debuut voor Denemarken op 18 november 2014 in de vriendschappelijke wedstrijd tegen Roemenië (2-0) in Boekarest, net als Kian Hansen (FC Nantes), Lucas Andersen (Ajax) en Anders Christiansen (FC Nordsjælland).

## Erelijst
Aalborg BK
- Deens landskampioen

2014
1 Trott ·
2 Diks ·
4 Garananga ·
5 Pereira ·
6 Hatzidiakos ·
7 Claesson  ·
8 Mattsson ·
9 Onugkha ·
10 Elyounoussi ·
11 Larsson ·
13 Huescas ·
14 Cornelius ·
15 López ·
16 Robert ·
17 Froholdt ·
19 Chiakha ·
20 Boilesen ·
21 Sander ·
22 Gotsjoleisjvili ·
24 Meling ·
27 Delaney ·
30 Achouri ·
31 Rúnarsson ·
33 Falk ·
36 Clem ·
38 Højer ·
40 Bardghji ·
Coach: Neestrup
· Assistent-coach: Nørregaard
· Keeperstrainer: Christensen